# سنت پل کپیستر
سنت پل کپیستر (به لاتین: Saint Paul Capisterre) یک شهرک در سنت کیتس و نویس است که در پریش سنت پل کپیستر در جزیره سنت کیتس واقع شده‌است.